# Nenkovice
Nenkovice (en allemand : Nenkowitz) est une commune du district de Hodonín, dans la région de Moravie-du-Sud, en République tchèque. Sa population s'élevait à 474 habitants en 2020.

## Géographie
Nenkovice se trouve à 9 km à l'ouest de Kyjov, à 19 km au nord-nord-ouest de Hodonín, à 37 km au sud-est de Brno et à 221 km à l'est-sud-est de Prague.
La commune est limitée par Želetice au nord, par Stavěšice à l'est, par Šardice et Hovorany au sud, par Karlín au sud-ouest, et par Násedlovice à l'ouest.

## Histoire
La première mention écrite de la localité date de 1341.

## Jumelage
- Hradište pod Vrátnom (Slovaquie)